# Черневичівська сільська рада
Черневичівська сільська рада (біл. Чарневіцкі сельсавет) — колишня адміністративно-територіальна одиниця в складі Борисовського району розташована в Мінській області Білорусі. Адміністративним центром було село — Черневичі.
Черневичівська сільська рада була розташована на межі центральної Білорусі, на північному сході Мінської області орієнтовне розташування — супутникові знимки [Архівовано 25 серпня 2011 у WebCite], на південний схід від районного центру Борисов.
Рішенням Мінської обласної ради депутатів від 30 жовтня 2009 року, щодо змін адміністративно-територіального устрою Мінської області, сільську раду було ліквідовано.
До складу сільради входили 2 населених пунктів:
- Бєліно • Малишки • Нивки • Осове • Піски • Побережжя • Полелюм • Семеньковичі • Сич • Тешківка • Черневичі • Шабиньки.